# Heinrich Friedrich von Itzenplitz
Heinrich Friedrich August von Itzenplitz, född 23 februari 1799 i Groß Behnitz vid Nauen, död 15 februari 1883 på Kunersdorf vid Wriezen, var en tysk greve och statsman, sonsons son till August Friedrich von Itzenplitz.
Itzenplitz var 1845-48 regeringspresident i Arnsberg, men ägnade sig därefter uteslutande åt det parlamentariska livet, blev 1849 ledamot av preussiska allmänna lantdagen och 1854 av herrehuset. I mars 1862 utnämndes han till jordbruksminister och var under tiden december 1862 till maj 1873 handelsminister. På grund av sin hållningslösa järnvägspolitik, genom vilken "järnvägskungen" Bethel Henry Strousberg lyckades sätta i gång sina svindelföretag, blev han tvungen att ta avsked.